# Uleastrum nitidum
Uleastrum nitidum là một loài Rêu trong họ Orthotrichaceae. Loài này được (Thér.) R.H. Zander miêu tả khoa học đầu tiên năm 1993.